# MaYan (banda)
MaYaN es una banda de death metal sinfónico neerlandesa fundada el año 2010.

## Historia
Después del lanzamiento de Design Your Universe, el cuarto álbum de estudio de Epica, Mark Jansen aún tenía muchos proyectos e ideas considerados extremos para el grupo. Durante el tiempo que pasaron junto con el guitarrista Sander Gommans y el tecladista Jack Driessen, sus antiguos compañeros en After Forever, los tres comenzaron a trabajar en algunas canciones, iniciando así el proyecto MaYaN. El nombre elegido para la nueva formación deriva del interés que Jansen tiene por la civilización maya.
Tras la formación de la banda, Gommans es reemplazado por Frank Schiphorst, exguitarrista de My Propane; Ariën van Weesenbeek e Isaac Delahaye, ya miembros de Epica, son contratados para batería y guitarra principal respectivamente, mientras que Jeroen Paul Thesseling de Obscura fue elegido para el papel de bajista. Mark Jansen solo se ocupa de voces guturales y screams, mientras que las voces limpias del cantante se confían inicialmente a los músicos invitados.
El 15 de abril de 2011, la canción Drown the Demon se puso a disposición para su descarga gratuita, mientras que el 20 de mayo se lanzó el álbum de debut Quarterpast, con Simone Simons, Floor Jansen, Henning Basse y Laura Macrì como invitados. Poco después, Thesseling fue reemplazado por Rob van der Loo. El 6 de septiembre de 2013, Basse y Macrì ingresaron oficialmente en la alineación de MaYaN, mientras que en octubre del mismo año se anunció el abandono de Delahaye, siendo reemplazado por Merel Bechtold.
El 12 de diciembre de 2013, el video de Faceless Spies fue lanzado, parte del segundo álbum de MaYaN, Antagonize. Esta última se distribuyó a partir del 31 de enero de 2014 y las cantantes Floor Jansen y Marcela Bovio y el violinista Dimitris Katsoulis participaron como invitados. En 2015, Rob van der Loo dejó el grupo y fue reemplazado por Roel Käller. Mientras tanto, George Oosthoek, excantante de Orphanage, también se unió a la banda como un growler adicional.
En junio de 2017, el MaYaN confirmó la entrada en la formación de la cantante mexicana Marcela Bovio. Durante el mismo año, el grupo también comenzó las grabaciones del tercer álbum, titulado Dhyana, que tendrá como invitado a la guitarra acústica Roman Huijbreghs de Navarone. Para su creación, MaYaN decidió utilizar una orquesta sinfónica. Los que participaron en la iniciativa recibieron el EP Undercurrent como un contenido adicional, que consta de tres temas inéditos con letras sobre temas políticos contingentes y una nueva versión de Insano, una canción contenida en Antagonize.
A mediados del año 2017, Henning Basse abandonó el grupo debido a numerosos compromisos con sus otros proyectos musicales, pero que continuaría siendo un invitado recurrente en sus presentaciones en vivo. En su lugar ingresa Adam Denlinger, quien ya había cantado con MaYaN en algunos shows en vivo de 2017. Finalmente se publica Dhyana en septiembre del 2018, seguido de tour publicitario.

## Estilo musical
Los sonidos de MaYaN se caracterizan por guitarras típicamente death metal con influencias de black metal, batería con doble pedal y blast beat, teclados y orquestaciones con atmósferas oscuras En algunos temas también hay secciones rítmicas de grindcore. Acompañado de  virtuosidades técnicas frecuentes, cambios de tempo y estado de ánimo, pasajes acústicos y el uso de ritmos complejos, pero en algunas canciones también se presta atención a la melodía. Los cantantes de MaYaN combinan voces guturales con voces limpias tanto masculinas como femeninas y en sus propias letras, además del inglés, incorporan el italiano, español y latín.
En lo que respecta a los temas, hay frecuentes temas sociopolíticos como la corrupción, la mafia, el crimen, la libertad, el ecologismo, los sacerdotes pedófilos, los males causados por la guerra y contingencias. Su tercer álbum, Dhyana, también trata temas inspirados en la espiritualidad hindú y la meditación budista.

## Miembros

### Miembros actuales
- Mark Jansen - Voz gutural (2010-presente)
- Frank Schiphorst - Guitarras (2010-presente)
- Ariën van Weesenbeek - Batería, voz gutural (2010-presente)
- Merel Bechtold - Guitarras (2013-presente)
- Laura Macrì - Voz Soprano (2013-presente; miembro de sesión 2011-2013)
- George Oosthoek - Voz gutural (2016-presente)
- Roel Käller - Bajo (2016-presente)
- Marcela Bovio - Voz Soprano (2017-presente; miembro de sesión 2011-2017)
- Adam Denlinger - Voz Tenor (2018-presente)

### Miembros anteriores
- Sander Gommans - Guitarra (2010)
- Jeroen Paul Thesseling - Bajo fretless (2010-2011)
- Isaac Delahaye - Guitarra (2010-2013)
- Jack Driessen - Teclados, voz gutural (2010-2019)
- Rob van der Loo - Bajo (2011-2015)
- Henning Basse - Voz Tenor (2013-2018; miembro de sesión 2018-presente)

### Miembros de giras
- Arjan Rijnen - Guitarra (2018-presente)
- Roberto Macrì - Teclados (2019-presente)

## Discografía

### Álbumes de estudio
- Quarterpast (2011)
- Antagonise (2014)
- Dhyana (2018)

### Sencillos y EP
- The Rhythm of Freedom (sencillo, 2018)
- Undercurrent (EP, 2018)
- Metal Night at the Opera (EP, 2018)